# زبان جدگالی
زبان جدگالی از زبان‌های رایج در منطقه دشتیاری و باهو و برخی نواحی داخل شهر چابهار   مثل محله جدگال آباد ، آتش آباد و بقیه محله‌های شهر چابهار  و کنارک و پیشین و روستاهای کمب و رمین  است که در جنوب استان سیستان و بلوچستان و در حاشیه دریای عمان قرار گرفته‌اند این زبان ساختاری بطورکامل متفاوت با بلوچی و فارسی دارد. و شباهت زیادی با زبان سندی در کشور پاکستان دارد ولی با آن متفاوت است.

## پژوهش‌های انجام‌شده
زبان جدگالی زبان قوم جدگال است، که در شهرستان‌های چابهار، سرباز و کنارک در جنوب استان سیستان و بلوچستان، یعنی مناطق باهوکلات، دشتیاری، شهر کنارک و شهر چابهار و شهر راسک و سرباز زندگی می‌کنند. قوم جدگال بزرگترین قوم از اقوام جنوب سیستان و بلوچستان محسوب می‌شود که خود به طایفه‌هایی نظیر سردارزهی، بلوک زهی، مبارکی، ابوالفتحی و … تقسیم می‌شود. زبان جدگالی در استان هرمزگان هم در دو روستا به نام‌های خلوص و گتاو در شهرستان بستک بدان تکلم می‌شود. در شهرستان میناب نیز روستاهایی وجود دارد که جدگال هستند، ولی دیگر نمی‌توانند جدگالی صحبت کنند. در کشور عمان جدگال‌هایی وجود دارند که زبان عربی را تکلم می‌کنند و زبان جدگالی زبان اول آنهاست. جدگالی زبان مردم این اقوام، یک زبان از زبان اصلی سندی به‌شمار می‌رود. زبان سندی زبان رایج در ایالت سند و شهر کراچی پاکستان است که خواهر زبان‌های سانسکریت، بلوچی، گجراتی و راجستانی است و به طبع با زبان اردو شباهت‌های بسیار دارد. از معدود تحقیقات علمی زبانشناختی که در حوزه گویش جدگالی سیستان و بلوچستان انجام شده تحقیقی است که در حوزه جامعه‌شناسی زبان در دانشگاه اپسالا سوئد بر روی این گویش انجام داده‌است. درحال حاضر در ایران دو تحقیق یکی با عنوان "بررسی اشتراکات و اختلافات آوایی و دستوری زبان اردو و گویش جدگالی" و دیگری با عنوان  "توصیف جامع زبان جدگالی " انجام شده است. گویشوران این زبان در چابهار و اطراف آن از زبان بلوچی تأثیر پذیرفته‌اند. این زبان به‌عنوان زبان مادری یک قوم در جنوب شرق ایران در یک منطقه جغرافیایی خاص وجود دارد.در کتابچه آموزش زبان جدگالی تألیف یکی از افراد بومی ساکن چابهار آمده: یکی از اقوامی که روزگاری در تاریخ نام و نشان بزرگی از خود داشته‌اند قوم جدگال می‌باشد. گر چه هنوز این قوم زنده و پابرجاست اما چون مردمان آن به زبان و ادب خود توجه ندارند این زبان کم‌کم به سمت نابودی به پیش می‌رود. در این کتاب آموزش جدگالی به صورت مکتب خانه‌ای قدیم آمده است که در آن الفبای جدگالی و معادل بلوچی آنها را ابتدا آورده و سپس چند نمونه آشنایی با کلمات همراه با تصویر ذکر کرده‌است. این کتاب بیشتر شبیه یک لغت نامه کوچک جدگالی - بلوچی است. جدگال‌های چابهار و اطراف در عین حال علاوه به زبان جدگالی می‌توانند به زبان بلوچی هم صحبت کنند. علی‌رغم سختی کار و مشکلات زیاد فرا روی تحقیق روی این زبان لازم است جهت پیشگیری از زوال این زبان که در بخشی از سرزمینمان ایران بعنوان زبان اصلی استفاده می‌شود و سابقه زیادی دارد تحقیقات بیشتر زبانشناختی روی آن انجام شود.